# Tone Klemenčič
Tone Klemenčič, slovenski pravnik in strokovnjak za komunalno gospodarstvo, * 3. maj 1913, Zgornja Pohanca, † 30. oktober 2001, Ljubljana. 

## Življenjepis
Klemenčič je leta 1938 diplomiral na ljubljanski Pravni fakulteti (PF) in prav tam 1966 tudi doktoriral kot prvi s temo o komunalnem gospodarstvu. Po diplomi se je zaposlil v sodstvu, med drugo svetovno vojno je bil v nemškem ujetništvu, po njej pa je opravljal razne administrativne službe; med drugim je bil načelnik za gospodarstvo pri republiški planski komisiji (1946 - 1952) in pomočnik direktorja Ekonomskega inštituta LRS v Ljubljani (1955 - 1960). Od leta 1961 do 1978 je bil zaposlen na Fakulteti za gradbeništvo in geodezijo v Ljubljani (FAGG), od 1967 kot redni profesor v obdobju 1976 do 1978 tudi dekan fakultete. Leta 1968 je v okviru FAGG ustanovil inštitut za komunalno gospodarstvo in bil do 1978 njegov predstojnik.

## Delo
Klemenčič je proučeval komunalo in stanovanjsko gospodarstvo, mestno rento in urbansko ekonomijo. Med njegovimi publikacijami so najpomembnejše: Komunalna dejavnost v našem sodobnem družbenem razvoju (1980), Stanovanjsko gospodarstvo (1985).